# Heaven & Earth (album, Yes)
Heaven & Earth je dvacáté první album britské rockové skupiny Yes. Vydáno bylo v červenci 2014 ve vydavatelství Frontiers Records. V britském žebříčku prodejnosti alb se umístilo na 20. příčce, což je nejvyšší pozice desky Yes od alba Talk (1994).
Skupina jej nahrála mezi lednem a březnem 2014, produkce se ujal Roy Thomas Baker. Jedná se o první album Yes se zpěvákem Jonem Davisonem, který v sestavě nahradil Benoîta Davida, jenž s kapelou nazpíval předchozí studiové album Fly from Here (2011). Jako zvukový inženýr se na desce podílel Billy Sherwood, který byl členem Yes v letech 1994 a 1997–2000. Přebal alba je tradičně dílem výtvarníka Rogera Deana.

## Seznam skladeb
| Pořadí         | Název                 | Autor                    | Délka |
| -------------- | --------------------- | ------------------------ | ----- |
| 1.             | Believe Again         | Davison, Howe            | 8:02  |
| 2.             | The Game              | Squire, Davison, Johnson | 6:51  |
| 3.             | Step Beyond           | Howe, Davison            | 5:34  |
| 4.             | To Ascend             | Davison, White           | 4:43  |
| 5.             | In a World of Our Own | Davison, Squire          | 5:20  |
| 6.             | Light of the Ages     | Davison                  | 7:41  |
| 7.             | It Was All We Knew    | Howe                     | 4:13  |
| 8.             | Subway Walls          | Davison, Downes          | 9:03  |
| Celková délka: | Celková délka:        | Celková délka:           | 51:29 |

## Obsazení
- Jon Davison – zpěv, doprovodné vokály, akustická kytara (ve skladbách „Believe Again“ a „Light of the Ages“)
- Steve Howe – elektrická kytara, akustická kytara, steel kytara, doprovodné vokály
- Chris Squire – baskytara, doprovodné vokály
- Geoff Downes – klávesy, programování
- Alan White – bicí, perkuse